# Эрвин, Хауард Сэмюэл
Ха́уард Сэ́мюэл Э́рвин (англ. Howard Samuel Irwin, 1928 — 23 января 2019) — американский ботаник, президент Нью-йоркского ботанического сада.

## Биография
Родился в городе Луисвилл в 1928 году.
Начал своё сотрудничество с Нью-йоркским ботаническим садом ещё в 1956 году, когда он начал участвовать в венесуэльских экспедициях Нью-йоркского ботанического сада.
Он был зачислен в штат и служил в качестве научного сотрудника в 1960—1963 годах, помощником куратора в 1963—1966 годах, куратором и администратором Гербария в 1966—1968 годах, главным куратором в 1968—1971 годах, исполнительным директором в 1971—1972 годах и, наконец, президентом в 1973—1979 годах.
За время работы в Нью-йоркском ботаническом саде Ирвин возглавлял восемь экспедиций в Бразилию и Гвиану с 1960 по 1972 год.